# Грошкі (Лодзинське воєводство)
Грошкі (пол. Groszki) — село в Польщі, у гміні Бедльно Кутновського повіту Лодзинського воєводства.
Населення — 85 осіб (2011).
У 1975-1998 роках село належало до Плоцького воєводства.

## Демографія
Демографічна структура станом на 31 березня 2011 року:
|          | Загалом | Допрацездатний вік | Працездатний вік | Постпрацездатний вік |
| -------- | ------- | ------------------ | ---------------- | -------------------- |
| Чоловіки | 41      | 11                 | 22               | 8                    |
| Жінки    | 44      | 4                  | 28               | 12                   |
| Разом    | 85      | 15                 | 50               | 20                   |